# Bandiera di Jersey
La bandiera di Jersey è stata adottata dagli Stati (l'assemblea parlamentare) di Jersey il 12 giugno 1979, è stata approvata dalla regina Elisabetta II il 10 dicembre 1980 ed è stata innalzata per la prima volta il 1º aprile 1981.
Consiste in una croce decussata rossa in campo bianco, nel quadrante superiore è presente lo stemma di Jersey (tre leopardi d'oro in campo rosso) sormontato dalla corona dei Plantageneti.